# Bösinger Wasserhäusle
Das Bösinger Wasserhäusle war eine Pumpanlage und diente dazu, frisches Quellwasser aus einer Quelle im Tal der Waldach über Gussleitungsrohre in die 1,4 km entfernte und 140 Meter höher gelegene Ortschaft Bösingen (Ortsteil der Gemeinde Pfalzgrafenweiler) zu befördern. Der Antrieb der Pumpen erfolgte mit der Wasserkraft der Waldach. Eingesetzt wurde ein Wasserrad mit sechs Meter Durchmesser.

## Geschichte
Die Anlage ging 1894 in Betrieb. 1911 wurde sie um einen 8-PS-Benzinmotor ergänzt, der nun auch bei Niedrigwasser der Waldach die Pumpen antreiben konnte. 1948 wurde sie mit einer Umspannstation ans Stromanschluss angeschlossen, von da an konnte ein neu eingebauter Elektromotor als Ersatzantrieb dienen. Die Bösinger Eigenwasserversorgung wurde im Jahr 1991 wegen Trinkwasserverunreinigungen außer Betrieb genommen.
Die Gesamtanlage mit Stauwehr, Triebwerkskanal und Pumpstation ist seit dem Jahr 2000 als kulturhistorisches Denkmal geschützt. Die Pumpanlage ist am Tag des offenen Denkmals ganztags zu besichtigen.